# Tesorero de los Estados Unidos
Nota: No debe confundirse con el Secretario del Tesoro de los Estados Unidos.

Sello del Departamento del Tesoro de los Estados Unidos.

El Tesorero de los Estados Unidos (en inglés Treausurer of the United States) es un oficial en el Departamento del Tesoro de los Estados Unidos que era originalmente el encargado de recibir y custodiar los fondos gubernamentales. Hoy en día, muchas de esas funciones han sido delegadas bajo la responsabilidad de diversas oficinas del Departamento del Tesoro de los Estados Unidos. La vigilancia de la Oficina de Grabado e Impresión, el Cuño de los Estados Unidos y la División de Bonos del Tesoro 
-actualmente la Oficina de Mercado de Bonos del Tesoro dentro de la Oficina de Deuda Pública- fueron asignadas a este cargo en 1981. En 2002 nuevamente se reorganizaron sus funciones. Desde entonces, bajo su órbita se encuentran el director de Acuñación, el director de la Oficina de Grabado e Impresión, así como también el Secretario del Tesoro y su suplente -estos últimos quedan bajo la órbita del tesorero únicamente en asuntos relacionados con la acuñación de moneda, el circulante y la producción de otros instrumentos-. Las firmas del Tesorero y del Secretario del Tesoro de los Estados Unidos aparecen en todos los billetes de dólares norteamericanos.
Buscando colocar a una mujer en un cargo político de relevancia, el entonces presidente Harry S. Truman designó a Georgia Neese Clark como tesorera en 1949. Desde entonces, el puesto ha sido ocupado por mujeres. Seis de las últimas diez tesoreras son de origen latino.

## Listado de Tesoreros

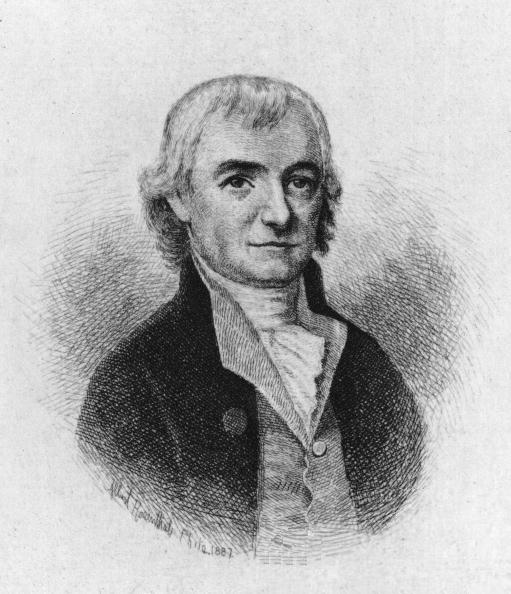
Michael Hillegas, el primer Tesorero de los Estados Unidos.

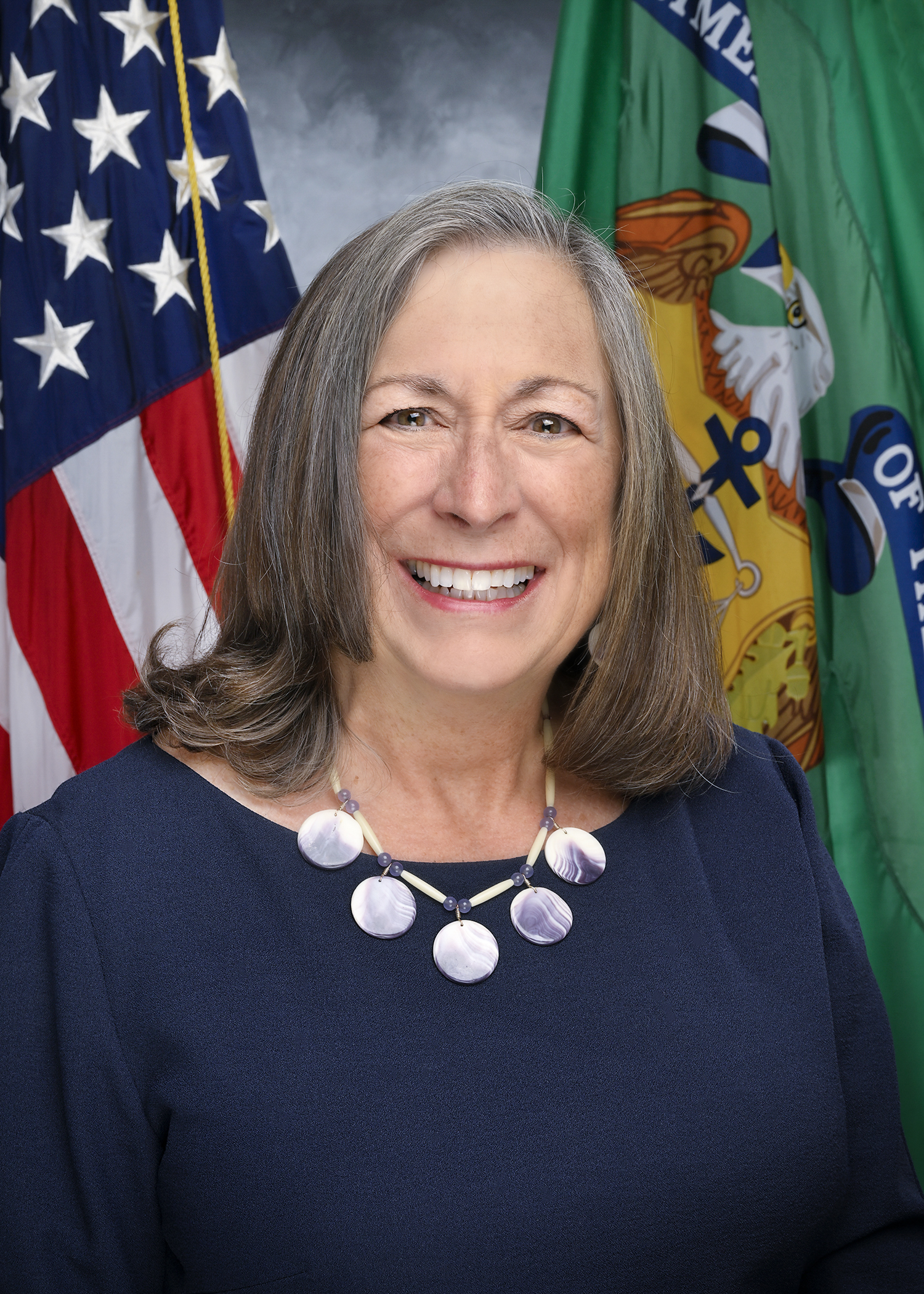
Marilynn Malerba, la actual Tesorera de los Estados Unidos.

|    | Tesorero                     | Período                                           | Presidente                                                                                            |
| -- | ---------------------------- | ------------------------------------------------- | --- |
| 1  | Michael Hillegas             | 29 de julio de 1775 - 11 de septiembre de 1789    | George Washington; ocupó también el cargo bajo el Congreso Confederado.                               |
| 2  | Samuel Meredith              | 11 de septiembre de 1789 - 1 de diciembre de 1801 | George Washington, John Adams, Thomas Jefferson                                                       |
| 3  | Thomas T. Tucker             | 1 de diciembre de 1801 - 2 de mayo de 1828        | Thomas Jefferson, James Madison, James Monroe, John Quincy Adams                                      |
| 4  | William Clark                | 4 de junio de 1828 - 31 de mayo de 1829           | John Quincy Adams, Andrew Jackson                                                                     |
| 5  | John Campbell                | 26 de mayo de 1829 - 20 de julio de 1839          | Andrew Jackson, Martin Van Buren                                                                      |
| 6  | William Selden               | 22 de julio de 1839 - 23 de noviembre de 1850     | Martin Van Buren, William Henry Harrison, John Tyler, James K. Polk, Zachary Taylor, Millard Fillmore |
| 7  | John Sloane                  | 27 de noviembre de 1850 - 1 de abril de 1853      | Millard Fillmore, Franklin Pierce                                                                     |
| 8  | Samuel Casey                 | 4 de abril de 1853 - 22 de diciembre de 1859      | Franklin Pierce, James Buchanan                                                                       |
| 9  | William C. Price             | 28 de febrero de 1860 - 21 de marzo de 1861       | James Buchanan, Abraham Lincoln                                                                       |
| 10 | Francis E. Spinner           | 16 de marzo de 1861 - 30 de julio de 1875         | Abraham Lincoln, Andrew Johnson, Ulysses S. Grant                                                     |
| 11 | John C. New                  | 30 de junio de 1875 - 1 de julio de 1876          | Ulysses S. Grant                                                                                      |
| 12 | A.U. Wyman                   | 1 de julio de 1876 - 30 de junio de 1877          | Ulysses S. Grant, Rutherford B. Hayes                                                                 |
| 13 | James Gilfillan              | 1 de julio de 1877 - 31 de marzo de 1883          | Rutherford B. Hayes, James A. Garfield, Chester A. Arthur                                             |
| 14 | A.U. Wyman                   | 1 de abril de 1883 - 30 de abril de 1885          | Chester A. Arthur, Grover Cleveland                                                                   |
| 15 | Conrad N. Jordan             | 1 de mayo de 1885 - 23 de marzo de 1887           | Grover Cleveland                                                                                      |
| 16 | James W. Hyatt               | 24 de mayo de 1887 - 10 de mayo de 1889           | Grover Cleveland, Benjamin Harrison                                                                   |
| 17 | J.N. Huston                  | 11 de mayo de 1889 - 24 de abril de 1891          | Benjamin Harrison                                                                                     |
| 18 | Enos H. Nebecker             | 25 de abril de 1891 - 31 de mayo de 1893          | Benjamin Harrison, Grover Cleveland                                                                   |
| 19 | D.N. Morgan                  | 1 de junio de 1893 - 30 de junio de 1897          | Grover Cleveland, William McKinley                                                                    |
| 20 | Ellis H. Roberts             | 1 de julio de 1897 - 30 de junio de 1905          | William McKinley, Theodore Roosevelt                                                                  |
| 21 | Charles H. Treat             | 1 de julio de 1905 - 30 de octubre de 1909        | Theodore Roosevelt, William Howard Taft                                                               |
| 22 | Lee McClung                  | 1 de noviembre de 1909 - 21 de noviembre de 1912  | William Howard Taft                                                                                   |
| 23 | Carmi A. Thompson            | 22 de noviembre de 1912 - 31 de marzo de 1913     | William Howard Taft, Woodrow Wilson                                                                   |
| 24 | John Burke                   | 1 de abril de 1913 - 5 de enero de 1921           | Woodrow Wilson                                                                                        |
| 25 | Frank White                  | 2 de mayo de 1921 - 1 de mayo de 1928             | Warren G. Harding, Calvin Coolidge                                                                    |
| 26 | Harold Theodore Tate         | 31 de mayo de 1928 - 17 de enero de 1929          | Calvin Coolidge                                                                                       |
| 27 | W.O. Woods                   | 18 de enero de 1929-31 de mayo de 1933            | Calvin Coolidge, Herbert Hoover, Franklin Delano Roosevelt                                            |
| 28 | William Alexander Julian     | 1 de junio de 1933-29 de mayo de 1949             | Franklin D. Roosevelt, Harry S. Truman                                                                |
| 29 | Georgia Neese Clark          | 21 de junio de 1949-27 de enero de 1953           | Harry S. Truman, Dwight D. Eisenhower                                                                 |
| 30 | Ivy Baker Priest             | 28 de enero de 1953 - 29 de enero de 1961         | Dwight D. Eisenhower, John F. Kennedy                                                                 |
| 31 | Elizabeth Rudel Smith        | 30 de enero de 1961 - 13 de abril de 1962         | John F. Kennedy                                                                                       |
| 32 | Kathryn O'Hay Granahan       | 3 de enero de 1963 - 22 de noviembre de 1966      | John F. Kennedy, Lyndon B. Johnson                                                                    |
| 33 | Dorothy Andrews Elston Kabis | 8 de mayo de 1969 - 3 de julio de 1971            | Richard Nixon                                                                                         |
| 34 | Romana Acosta Bañuelos       | 17 de diciembre de 1971 - 14 de febrero de 1974   | Richard Nixon                                                                                         |
| 35 | Francine Irving Neff         | 21 de junio de 1974-19 de enero de 1977           | Richard Nixon, Gerald Ford                                                                            |
| 36 | Azie Taylor Morton           | 12 de septiembre de 1977-20 de enero de 1981      | Jimmy Carter                                                                                          |
| 37 | Angela Marie Buchanan        | 17 de marzo de 1981-5 de julio de 1983            | Ronald Reagan                                                                                         |
| 38 | Katherine D. Ortega          | 22 de septiembre de 1983-1 de julio de 1989       | Ronald Reagan, George H. W. Bush                                                                      |
| 39 | Catalina Vásquez Villalpando | 11 de diciembre de 1989 - 20 de enero de 1993     | George H. W. Bush                                                                                     |
| 40 | Mary Ellen Withrow           | 1 de marzo de 1994 - 20 de enero de 2001          | Bill Clinton                                                                                          |
| 41 | Rosario Marin                | 16 de agosto de 2001-30 de junio de 2003          | George W. Bush                                                                                        |
| 42 | Anna Escobedo Cabral         | 19 de enero de 2005-20 de enero de 2009           | George W. Bush                                                                                        |
| 43 | Rosa Gumataotao Rios         | 6 de agosto de 2009-11 de julio de 2016           | Barack Obama                                                                                          |
| 44 | Jovita Carranza              | 19 de junio de 2017-14 de enero de 2020           | Donald Trump                                                                                          |
| 45 | Marilynn Malerba             | 12 de septiembre de 2022-15 de noviembre de 2024  | Joe Biden                                                                                             |
|    | Patricia Collins (actuando)  | 16 de noviembre de 2024-28 de mayo de 2025        | Donald Trump                                                                                          |
| 46 | Brandon Beach                | 28 de mayo de 2025-presente                       | Donald Trump                                                                                          |